# Лилано (округ)
Ли́лано (англ. Leelanau County) — округ в штате Мичиган, США. Официально образован в 1840 году. По состоянию на 2010 год, численность населения составляла 21 708 человек.

## География
По данным Бюро переписи США, общая площадь округа равняется 6 557,887 км2, из которых 898,731 км2 суша и 5 659,156 км2 или 86,000 % это водоёмы.

## Население
По данным переписи населения 2000 года в округе проживает 21 119 жителей в составе 8 436 домашних хозяйств и 6 217 семей. Плотность населения составляет 23,00 человека на км2. На территории округа насчитывается 13 297 жилых строений, при плотности застройки около 15,00-ти строений на км2. Расовый состав населения: белые — 93,52 %, афроамериканцы — 0,25 %, коренные американцы (индейцы) — 3,66 %, азиаты — 0,24 %, гавайцы — 0,02 %, представители других рас — 1,34 %, представители двух или более рас — 0,97 %. Испаноязычные составляли 3,29 % населения независимо от расы.
В составе 29,90 % из общего числа домашних хозяйств проживают дети в возрасте до 18 лет, 63,60 % домашних хозяйств представляют собой супружеские пары проживающие вместе, 7,10 % домашних хозяйств представляют собой одиноких женщин без супруга, 26,30 % домашних хозяйств не имеют отношения к семьям, 22,30 % домашних хозяйств состоят из одного человека, 8,80 % домашних хозяйств состоят из престарелых (65 лет и старше), проживающих в одиночестве. Средний размер домашнего хозяйства составляет 2,48 человека, и средний размер семьи 2,89 человека.
Возрастной состав округа: 24,40 % моложе 18 лет, 5,70 % от 18 до 24, 24,20 % от 25 до 44, 28,30 % от 45 до 64 и 28,30 % от 65 и старше. Средний возраст жителя округа 43 лет. На каждые 100 женщин приходится 99,50 мужчин. На каждые 100 женщин старше 18 лет приходится 97,10 мужчин.
Средний доход на домохозяйство в округе составлял 47 062 USD, на семью — 53 228 USD. Среднестатистический заработок мужчины был 35 719 USD против 25 778 USD для женщины. Доход на душу населения составлял 24 686 USD. Около 3,30 % семей и 5,40 % общего населения находились ниже черты бедности, в том числе — 6,40 % молодежи (тех, кому ещё не исполнилось 18 лет) и 4,50 % тех, кому было уже больше 65 лет.

## Спорт
По округу с 2005 по 2008 год проходили мужская и женская шоссейная однодневная велогонка Тур Лилано.